# La pensée sauvage
La pensée sauvage (no Brasil O pensamento selvagem) é uma importante obra da Antropologia escrita por Claude Lévi-Strauss, considerado "pai" da antropologia estrutural, lançado em 1962 na França.
Neste livro, que é um coroamento dos estudos empreendidos pelo autor sobre o fenômeno do totemismo, Lévi-Strauss "ocupa-se minuciosa e objetivamente da etnologia tradicional, focalizando uma característica universal do espírito humano: o pensamento selvagem que se desenvolve no Homem, seja no antigo ou no contemporâneo".